# Il mago pancione Etcì
Il mago pancione Etcì (ハクション大魔王?, Hakushon Daimaō, lett. "Il Grande Demone Etcì") è un anime giapponese del 1969 della Tatsunoko Production, ideato da Tatsuo Yoshida e composto di 52 episodi, ognuno dei quali suddiviso in due parti indipendenti tra loro, per un totale quindi di 104 storie. Presenta le avventure di una famiglia di geni della lampada scesi sulla Terra. La loro casa è uno strano vaso, giunto tra le mani d'un ragazzino che l'ha trovato nella sua soffitta.

## Trama
Kancian, uno studente delle elementari un po' sfortunato, trova accidentalmente un antico vaso su cui è raffigurato uno strano volto. Il suo stupore aumenta quando, dopo uno starnuto provocato dalla polvere alzatasi in soffitta, dal vaso fuoriesce un buffo genio di nome Etcì (che viene chiamato così durante la sigla, mentre nel corso dell'anime si chiama Etcium), soprannominato anche Mago Pancione per via del suo essere grasso, dalla testa a forma di pera, con barba e baffi simili a quelli di un gatto.
Kancian scopre così che ogni qualvolta qualcuno starnutisce il genio viene fatto uscire dal vaso ed ha l'obbligo di esaudire il desiderio espresso da chi ha starnutito nelle vicinanze del vaso, per quanto strano o impossibile questo possa mai risultare: anche se ottenere la concessione di tali desideri non è necessariamente sempre una buona cosa. Difatti il mago è goffo e scombina il più delle volte la realizzazione dei desideri che cerca di esaudire, inoltre le sue capacità sono limitate (per esempio trasforma gli oggetti in ciò che viene richiesto al momento), ma gli effetti della magia finiscono appena chi ha starnutito lo fa una seconda volta, quindi il mago torna nel vaso. Kancian è innamorato di una compagna di scuola e chiederà sempre l'aiuto del Genio per cercare di conquistarla.
Compito del mago sarà dunque quello di aiutare il suo piccolo amico nella vita di tutti i giorni, risolvendo i problemi che gli si presenteranno; questo grazie a piccole magie e sortilegi che egli è in grado di compiere. Tuttavia, nonostante le buone intenzioni del Genio, il più delle volte finisce per creare ancora più disastri di quanti avrebbe dovuto risolverne. Ogni tanto deve fuggire velocemente perché inseguito da un bulldog che cerca di mordergli il sedere.
All'interno del vaso vivono anche la moglie Singhiozzo (cuoca ufficiale del regno della magia) e la figlia del panciuto genio, Sbadiglio, evocabili rispettivamente con un singhiozzo e uno sbadiglio: in particolare la figlia sembra divertirsi molto a rovinare ogni volta i piani del mago. Con un'acconciatura a coda di cavallo, lei sembra esser più abile del padre e si serve di un tamburello magico per compiere i suoi prodigi. Il suo passatempo preferito è quello di sabotare i desideri di Kancian. È eisoptrofobica, caratteristica che spesso le fa perdere i suoi poteri magici.
In una puntata è apparsa anche la madre di Etcì, uscita con lui dal vaso, dando una sonora lezione ai bulletti che tormentano il padroncino del figlio.
Ma il vero potere del Mago Pancione sta in realtà nel sapersi far voler bene, ed al termine di ogni episodio, benché le intenzioni iniziali del bambino siano sempre quelle di usare la magia come una scorciatoia per ottenere facilmente ciò che vuole, la morale che se ne trae è che solo con il duro lavoro, l'impegno personale e la fatica si possono raggiungere gli obiettivi desiderati, e che non si deve cercare ciò che non si potrebbe avere.
Alla fine della serie il Mago Pancione deve ritornare con la sua famiglia nel mondo magico contenuto all'interno del vaso: i suoi superiori si sono difatti accorti che il genio e la sua famiglia si sono troppo affezionati al ragazzino umano. Saranno nuovamente sigillati per i prossimi cento anni. Così, nonostante i vari personaggi facciano di tutto per riuscire a farlo restare, il Mago Pancione viene risucchiato nel suo mondo e costretto a dire addio ai suoi amici.
La formula magica usata dal Mago Pancione è "Auli Aule Tulilem Blem Blu" (nell'edizione italiana), che ricorda un successo di Adriano Celentano del 1961. A metà serie, gli verrà concesso anche l'utilizzo di una bacchetta magica a forma di mano.

## Personaggi
Etcì (ハクション大魔王?, Hakushon Daimaō)
Doppiato da: Tōru Ōhira (ed. giapponese), Bruno Cattaneo (ed. italiana)
È una specie di genio dal buffo aspetto, con un grosso naso rosso e il cappello lungo. Dal carattere pigro, poco intelligente, simpatico e pasticcione, rappresenta il classico personaggio che, tentando di fare del bene, finisce sempre per fare guai e aggravare la situazione. Vive con sua figlia Sbadiglio in un magico e antico vaso. Il giorno in cui Kancian ritrova il vaso di Etcì, il genio si manifesta in seguito a uno starnuto del ragazzo. Da quel giorno viene sempre evocato in quel modo da Kancian, per aiutarlo a uscire da folli situazioni, e quando il ragazzo starnutisce di nuovo Etcì torna nel vaso. È molto ghiotto di polpette, che in realtà sono una qualità di hamburger, denominata svizzere.
Sbadiglio (アクビ?, Akubi)
Doppiata da: Tatako Sasuga (ed. giapponese), Beatrice Margiotti (ed. italiana)
È la figlia del protagonista della serie e come si evince dal nome, può essere evocata sbadigliando. Si serve di un tamburello magico per compiere le sue magie e si diverte a sabotare gli incantesimi del padre, specialmente quando nota che Kancian ottiene le cose troppo facilmente. Ha una grande paura degli specchi, cosa che le fa perdere i suoi poteri temporaneamente.
Kancian (与田山カンイチ?, Kan'ichi Yodayama, soprannominato "Kanchan")
Doppiato da: Midori Katō (ed. giapponese), Gabriella Andreini (ed. italiana)
È il ragazzino proprietario del vaso dove abita la famiglia di maghi. È molto sfortunato e spesso piagnucolone.
Susy
Doppiata da: Beatrice Margiotti, Monica Cadueri (ep.18-20, 24, 26, 42, 48) (ed. italiana)
Compagna di classe di Kancian. Molto gentile ed educata.
Lucy (Yuriko-chan)
Doppiata da: Minori Matsushima (ed. giapponese), Monica Cadueri (ed. italiana)
Gigiotto
Un bulletto che non perde occasione per deridere Kancian, specialmente quando lo chiama "mozzarella", e bullizzarlo insieme ai suoi scagnozzi.
Bulldog
Doppiato da: Marco Bonetti, Vittorio Battarra (ep.17, 19, 25) (ed. italiana)
Il cagnaccio che morde il sedere al protagonista e a Kancian, e quando è in collera con lui si permette persino di fargli la pipì addosso. Sa parlare il linguaggio umano e per questo a volte lo si vede in combutta con Gigiotto.
Ciccione (Daidaimaō)
Doppiato da: Ichirō Nagai (ed. giapponese), Liù Bosisio (ed. italiana)
Grande Genio
Doppiato da: Marco Bonetti, Claudio Trionfi (ep.47, 52) (ed. italiana)
Papà di Kancian (Yotarō Yodayama)
Doppiato da: Isamu Tanonaka (ed. giapponese), Marco Bonetti (ed. italiana)
Mamma di Kancian
Doppiata da: Mitsuko Asō (ed. giapponese), Carla Comaschi (ed. italiana)

## Sigle

### Giapponesi
- Hakushon Daimaō no uta (ハクション大魔王の歌? "La canzone del Grande Demone Etcì"), usata come sigla di apertura per gli episodi del 1969 (fino al 13) e come sigla di chiusura per quelli del 1970 (dal 14 in poi). Interpretata da Yuri Shimazaki con il coro di Mitsuko Horie, Yuriko Yamao e Yuiko Ōe; testo di Toshio Oka, musica Shōsuke Isakawa;
- Akubi musume no uta (アクビ娘の歌? "La canzone della figlia Sbadiglio"), usata come sigla di chiusura per gli episodi del 1969 (fino al 13) e come sigla di apertura per quelli del 1970 (dal 14 in poi). Interpretata da Mitsuko Horie e The Monju; testo di Yuri Shimazaki, musica di Kanae Wada.

### Italiana
La sigla italiana Il mago pancione Etccì è stata arrangiata dal bassista Mario Scotti e cantata dai suoi due figli Andrea e Sabrina. Il 45 giri fu prodotto da Flavio Carraresi e distribuito nel 1983 dalla RCA.

## Episodi
Ognuna delle 52 puntate è composta da due episodi di una decina di minuti l'uno.
| Nº | Titolo italiano Giapponese 「Kanji」 - Rōmaji | In onda           | In onda |
| Nº | Titolo italiano Giapponese 「Kanji」 - Rōmaji | Giapponese        |         |
| 1  | Lo starnuto 「出ました大魔王の話」 - Dema shita daimaō no hanashiUn povero cagnaccio 「モーレツブル公の話」 - Moretsuburu kō no hanashi                                                                    | 5 ottobre 1969    |         |
| 2  | La matematica è il mio punto debole 「算数はかなわんよの話」 - Sansū hakanawanyono hanashiUn ladro famoso 「ご主人は大ドロボーの話」 - Go shujin ha dai dorobo no hanashi                                  | 12 ottobre 1969   |         |
| 3  | Storia di un povero gatto 「ニャンともヒゲエ話」 - Nyan tomo higee hanashiIl mago della mamma 「お手伝いさんは泣けてくるの話」 - O tetsudai sanha nake tekuruno hanashi                                    | 19 ottobre 1969   |         |
| 4  | Il bambino prodigio 「天才は泣けてくるの話」 - Tensai ha nake tekuruno hanashiLo straccivendolo saggio 「ハクションくずやの話」 - Hakushon kuzuyano hanashi                                                | 26 ottobre 1969   |         |
| 5  | Il giocoliere 「ズッコケ手品師の話」 - Zukkoke tejinashi no hanashiGigiotto il prepotente 「ゲジゴン番長の話」 - Gejigon banchō no hanashi                                                                 | 2 novembre 1969   |         |
| 6  | Il fascino di Kancian 「カンちゃんモテモテないの話」 - Kan chan motemote naino hanashiIl mago robot 「オモチャ大魔王の話」 - Omocha daimaō no hanashi                                                      | 9 novembre 1969   |         |
| 7  | Mago Pancione al lavoro 「大魔王は二人でごじゃるの話」 - Daimaō ha futari degojaruno hanashiIl re della giungla 「ハクション大作戦の話」 - Hakushon daisakusen no hanashi                                  | 16 novembre 1969  |         |
| 8  | Il finto capitano 「番長大戦争の話」 - Banchō daisensō no hanashiIl rapimento 「モーレツ大魔王の話」 - Moretsu daimaō no hanashi                                                                           | 23 novembre 1969  |         |
| 9  | Lo spaccone 「ハ・ハ・ハンと泣けてくるの話」 - Ha ha han to nake tekuruno hanashiUna punizione per Kancian 「パパごのみの壷の話」 - Papa gonomino tsubo no hanashi                                         | 30 novembre 1969  |         |
| 10 | Una storia commovente 「ブル公は大病の話」 - Buru kō ha taibyō no hanashiUn bel vaso 「ご主人はカワイ子ちゃんの話」 - Go shujin ha kawai ko channo hanashi                                                 | 7 dicembre 1969   |         |
| 11 | Il bulldog malato 「魚つりはかなわんよの話」 - Sakana tsurihakanawanyono hanashiIl gioco delle favole 「迷い子のペスやーいの話」 - Mayoi ko no pesu ya ino hanashi                                         | 14 dicembre 1969  |         |
| 12 | Abbasso la pesca 「ハクション剣士の話」 - Hakushon kenshi no hanashiChe fine ha fatto Pess? 「とめてくれるなご主人さまの話」 - Tometekurerunago shujin samano hanashi                                      | 21 dicembre 1969  |         |
| 13 | Mago Pancione maestro di kendo 「ご主人は30人の話」 - Go shujin ha 30 nin no hanashiDov'è il mio vaso? 「大モテ・ジャングル王様の話」 - Dai mote janguru ōsama no hanashi                                  | 28 dicembre 1969  |         |
| 14 | La mamma di Mago Pancione 「モーレツババアの話」 - Moretsubabaa no hanashiIl gioco del baseball 「かっとばせダイマオーズの話」 - Kattobase daimaozu no hanashi                                             | 4 gennaio 1970    |         |
| 15 | Guerra di regali 「プレゼント大合戦の話」 - Purezento dai kassen no hanashiTutti nel vaso 「みんなひっこめツボの中の話」 - Minnahikkome tsubo no nakano hanashi                                            | 11 gennaio 1970   |         |
| 16 | Il compito in classe 「テストはケンカの始まりの話」 - Tesuto ha kenka no hajimari no hanashiOperazione scherzi 「いたずら大作戦の話」 - Itazura daisakusen no hanashi                                      | 18 gennaio 1970   |         |
| 17 | Sbadiglio si fidanza 「アクビアツアツの話」 - Akubiatsuatsu no hanashiUn neonato 「アラビン子守歌の話」 - Arabin komoriuta no hanashi                                                                      | 25 gennaio 1970   |         |
| 18 | Il giro del mondo 「大もてクイズ旅行の話」 - Oomo te kuizu ryokō no hanashiUn mago lottatore 「ハッケヨイ大魔王の話」 - Hakkeyoi daimaō no hanashi                                                         | 1º febbraio 1970  |         |
| 19 | Il paese della magia 「魔法の国よこんにちわの話」 - Mahō no kuni yokonnichiwano hanashiIl mostro della matematica 「算数怪獣さようならの話」 - Sansū kaijū sayōnarano hanashi                              | 8 febbraio 1970   |         |
| 20 | Il tappeto volante 「ジュータンヒコーキの話」 - Jutanhikoki no hanashiIl maialino 「ごめんね仔ブタちゃんの話」 - Gomenne shi buta channo hanashi                                                           | 15 febbraio 1970  |         |
| 21 | Una moderna cenerentola 「アクビシンデレラの話」 - Akubi shinderera no hanashiI guai di papà 「パパさんしごくでごじゃるの話」 - Papa sanshigokudegojaruno hanashi                                          | 22 febbraio 1970  |         |
| 22 | La gara delle polpette 「ハンバーグ大安売りの話」 - Hanbagu ooyasūri no hanashiIl circo magico 「ハクションサーカスの話」 - Hakushonsakasu no hanashi                                                      | 1º marzo 1970     |         |
| 23 | Un gruppo teatrale 「ハクション一座の話」 - Hakushon ichiza no hanashiLa guardia 「ハクションガードマンの話」 - Hakushongadoman no hanashi                                                                 | 8 marzo 1970      |         |
| 24 | La gara 「ワンワンコンテストの話」 - Wanwankontesuto no hanashiAlla conquista della luna 「月征服かなわんよの話」 - Gatsu seifuku kanawanyono hanashi                                                      | 15 marzo 1970     |         |
| 25 | Mago Pancione attore 「テレビスターでごじゃるよの話」 - Terebisuta degojaruyono hanashiUn campione di lotta 「プロレスラーでごじゃるよの話」 - Puroresura degojaruyono hanashi                             | 22 marzo 1970     |         |
| 26 | Operazione bulldog 「ブル公追い出し作戦の話」 - Buru kō oidashi sakusen no hanashiLa piccola grande sbadiglio 「アクビモーレツ作戦の話」 - Akubi moretsu sakusen no hanashi                                | 29 marzo 1970     |         |
| 27 | La mano magica 「マジックハンドの話」 - Majikkuhando no hanashiDi chi è questo vaso? 「壷はだれのものの話」 - Tsubo hadarenomonono hanashi                                                                 | 5 aprile 1970     |         |
| 28 | I dispetti di Sbadiglio 「アクビはカガミに弱いの話」 - Akubi ha kagami ni yowai no hanashiLe nozze di Bulldog 「ブル公の結婚式の話」 - Buru kō no kekkonshiki no hanashi                                   | 12 aprile 1970    |         |
| 29 | Evviva pelleossa 「ヤセ馬がんばれの話」 - Yase uma ganbareno hanashiDi chi è figlia Sbadiglio 「アクビはだれの子の話」 - Akubi hadareno ko no hanashi                                                      | 19 aprile 1970    |         |
| 30 | Le disavventure di Bulldog 「ブル公コテンパンの話」 - Buru kō kotenpan no hanashiIl migliore aquilone 「ブルブル空中戦の話」 - Buruburu kūchūsen no hanashi                                                | 26 aprile 1970    |         |
| 31 | L’abominevole uomo delle nevi 「雪男は文明人の話」 - Yukiotoko ha bunmeijin no hanashiCriminali nella casa stregata 「おばけ屋敷の3悪人の話」 - Obake yashiki no 3 akunin no hanashi                       | 3 maggio 1970     |         |
| 32 | Mago Pancione in fondo al mare 「カンちゃんサンマとフグ魔王の話」 - Kan chan sanma to fugu maō no hanashiLicenziamo l'insegnante 「追い出せガリベン先生の話」 - Oidase gariben sensei no hanashi           | 10 maggio 1970    |         |
| 33 | Kancian vende l'anima al diavolo 「弱虫仮面売りますの話」 - Yowamushi kamen uri masuno hanashiMago Pancione diventa contadino 「大魔王はコケッコーの話」 - Daimaō ha kokekko no hanashi                    | 17 maggio 1970    |         |
| 34 | Il pinguino Penta 「アラビン号南極へ行くの話」 - Arabin gō nankyoku he iku no hanashiL'esame di magia di Sbadiglio 「メタメタ魔法テストの話」 - Metameta mahō tesuto no hanashi                            | 24 maggio 1970    |         |
| 35 | Vita nel far west 「西部のガンマンでごじゃるの話」 - Seibu no ganman degojaruno hanashiIl principe misterioso 「ひみつ好きな王子さまの話」 - Himitsu suki na ōji samano hanashi                            | 31 maggio 1970    |         |
| 36 | Il tesoro di Bulldog 「ブルも歩けば宝にあたるの話」 - Buru mo aruke ba takara niataruno hanashiIl dottor Kan 「ロボット大魔王の話」 - Robotto daimaō no hanashi                                            | 7 giugno 1970     |         |
| 37 | Allah il grande 「ランプ大魔人アーラーの話」 - Ranpu daimajin ara no hanashiMago Pancione a rapporto 「ハクションカメラ作戦の話」 - Hakushonkamera sakusen no hanashi                                      | 14 giugno 1970    |         |
| 38 | Scontro tra maestri 「魔法対忍法の話」 - Mahō tsui ninpō no hanashiUn cane randagio 「ブル公が一番恐いものの話」 - Buru kō ga ichiban kowai monono hanashi                                                 | 21 giugno 1970    |         |
| 39 | Bulldog impara a nuotare 「ブクブクカナヅチ作戦の話」 - Bukubukukanaduchi sakusen no hanashiMago Pancione pirata 「大海賊でごじゃるよの話」 - Daikaizoku degojaruyono hanashi                              | 28 giugno 1970    |         |
| 40 | Mago pancione grande maestro 「大魔王は大先生の話」 - Daimaō ha daisensei no hanashiPattini magici 「空とぶローラースケートの話」 - Sora tobu rorasuketo no hanashi                                        | 5 luglio 1970     |         |
| 41 | Kancian ha la coda 「尻尾の生えたカンちゃんの話」 - Shippo no hae ta kan channo hanashiCoda di rondine 「アカムラサキブルーアゲハの話」 - Akamurasakiburuageha no hanashi                                  | 12 luglio 1970    |         |
| 42 | L'imperatrice Sbadiglio 「アクビ女王陛下の話」 - Akubi jōōheika no hanashiIl corriere di Sbadiglio 「明日(あした)新聞の話」 - Ashita (ashita) shinbun no hanashi                                           | 19 luglio 1970    |         |
| 43 | La sfilata di moda 「魔法ファッションショーの話」 - Mahō fasshonsho no hanashiIl grande torneo 「モーれつ闘牛士でごじゃるの話」 - Mo retsu tōgyūshi degojaruno hanashi                                     | 26 luglio 1970    |         |
| 44 | Come risparmiare 「ためろや貯めろの話」 - Tameroya tame rono hanashiTre banditi 「魔法の壷をとり返せの話」 - Mahō no tsubo wotori kaese no hanashi                                                         | 2 agosto 1970     |         |
| 45 | Lo stand della magia (prima parte) 「世界の皆さん今日わの話」 - Sekai no minasan kyō wano hanashiLo stand della magia (seconda parte) 「ハクション魔法パビリオンの話」 - Hakushon mahō pabirion no hanashi | 9 agosto 1970     |         |
| 46 | Una sposa per Ecciù 「魔王の花よめさんやーいの話」 - Maō no hanayo mesanya ino hanashiLa statua della gentilezza 「正直魔王と忠犬ブル公の話」 - Shōjiki maō to chūken buru kō no hanashi                   | 16 agosto 1970    |         |
| 47 | La neve d'estate 「ま夏の空に雪が降るの話」 - Ma natsu no sora ni yuki ga furu no hanashiLa strega Marumba 「魔女マヌーバの話」 - Majo manuba no hanashi                                                   | 23 agosto 1970    |         |
| 48 | Tanti auguri Sbadiglio 「ハッピー・バースディーアクビちゃんの話」 - Happi basudei Akubi channo hanashiGli occhiali della verità 「魔法のメガネでごじゃるの話」 - Mahō no megane degojaruno hanashi         | 30 agosto 1970    |         |
| 49 | Il piccolo mago Geppo 「ゲップ小魔王の話」 - Geppu shō maō no hanashiVorrei tanto una bambina 「すきすき赤ちゃんの話」 - Sukisuki akachan no hanashi                                                       | 6 settembre 1970  |         |
| 50 | Kancian diventa grillo 「コオロギかんちゃんの話」 - Koorogi kanchanno hanashiUn problema da comunicare 「モシモシ…ご主人の話」 - Moshimoshi ... go shujin no hanashi                                       | 13 settembre 1970 |         |
| 51 | Lo scambio dei ruoli 「アベコベ親子の話」 - Abekobe oyako no hanashiL'inquilino della casa accanto 「となりの人はダーレ?!の話」 - Tonarino nin ha dare?! No hanashi                                        | 20 settembre 1970 |         |
| 52 | Il cittadino modello 「魔王は町のナンバー1（ワン）の話」 - Maō ha machi no nanba 1 (wan) no hanashiTorna a casa Mago Pancione 「さよなら大魔王の話」 - Sayonara daimaō no hanashi                          | 27 settembre 1970 |         |

## Altre apparizioni
Nel 2001 e nel 2006 rispettivamente sono state realizzate due serie spin-off dal titolo Akubi Girl, che ha per protagonista la figlia di Etcì, Sbadiglio, che stavolta viene chiamata col nome originale (Akubi) anche nell'edizione italiana. Nel 2020 invece è stato prodotto un reboot dal titolo Genie Family - Il ritorno del Mago Pancione in occasione del 50º anniversario della serie. Tutte queste serie sono state prodotte sempre dalla Tatsunoko.
Il mago pancione è presente anche in alcuni videogiochi: in Tatsunoko vs. Capcom: Cross Generation of Heroes è incluso tra i personaggi selezionabili ma solo nella versione giapponese e in Tatsunoko vs. Capcom: Ultimate All Stars, versione NTSC-J è presente come personaggio giocabile.